# Repetti-Diskontinuität
Die Repetti-Diskontinuität ist eine postulierte Grenzschicht zwischen zwei Schichten des unteren Erdmantels. Sie ist definiert durch eine Zunahme der seismischen Geschwindigkeiten mit der Tiefe. Benannt wurde sie nach William C. Repetti, einem amerikanischen Geophysiker, der diese Grenzschicht mit seismologischen Methoden im Rahmen seiner 1930 an der St. Louis University fertiggestellten Doktorarbeit untersucht hat.
Es handelt sich dabei nicht um eine Grenzschicht nullter Ordnung (siehe auch den Artikel Diskontinuität), sondern um einen allmählichen Übergang. Seismologische Untersuchungen mit kurzperiodischen Daten weisen allerdings darauf hin, dass der Übergangsbereich eine relativ geringe Dicke (≈ 10 km) aufweist. Die Ursache der Repetti-Diskontinuität ist bislang unklar und ihr Auftreten ist bisher auch nur durch relativ wenige Beobachtungen belegt. Diese Untersuchungen standen meist im Zusammenhang mit Subduktionszonen und zeigten eine seismische Diskontinuität in stark unterschiedlichen Tiefen (zwischen 900 und 1080 km). Erst in jüngerer Zeit wurde eine solche Diskontinuität auch außerhalb eines Subduktionsgebietes gefunden. Es wird daher vermutet, dass es sich um eine globale Diskontinuität handeln könnte. Nach der mittleren Tiefe ihres Auftretens wird sie in der Fachliteratur manchmal auch als 920-km-Diskontinuität bezeichnet. Andere Studien haben hingegen keinen Hinweis auf eine globale Diskontinuität in diesem Tiefenbereich erbracht, die damit also umstritten ist.
Zu ihrer Ursache existieren bisher nur spekulative Ansätze. In einer möglichen Erklärung wird die Diskontinuität als die Unterkante einer Granatitschicht betrachtet, also einer Gesteinsschicht, die einen großen Anteil von Granat enthält. Dieser entsteht durch Umwandlung von Material aus ozeanischer Kruste, welche in den Mantel subduziert wurde. Diese Erklärung dürfte sich als unzulänglich erweisen, sollte sich die globale Existenz der Grenzschicht bestätigen.
Eine andere Hypothese erklärt das Auftreten der 920-km-Diskontinuität durch eine Änderung des Verhältnisses von Magnesiowüstit (MgO) zu Quarz (SiO2) im Erdmantel und der damit verbundenen Dichte-Änderung (vgl. auch mit dem Artikel 1200-km-Diskontinuität). Die Quarz-Anreicherung  wird dabei über den Fluidtransport in subduzierten Slabs erklärt. In der Tiefe werden wasserhaltige Minerale instabil und dehydratisieren, wobei der Quarz ausgeschwemmt wird.